# Kosa (villaggio)
Kosa (in russo Коса?) è un villaggio del Circondario dei Komi-Permiacchi nel Territorio di Perm', in Russia; è il centro amministrativo del distretto Kosinskij.
Si trova 105 km a nord-nord-est di Kudymkar, sulla riva sinistra del fiume Kosa e sulla riva destra del Lolog, vicino alla loro confluenza.